# Solnictwo

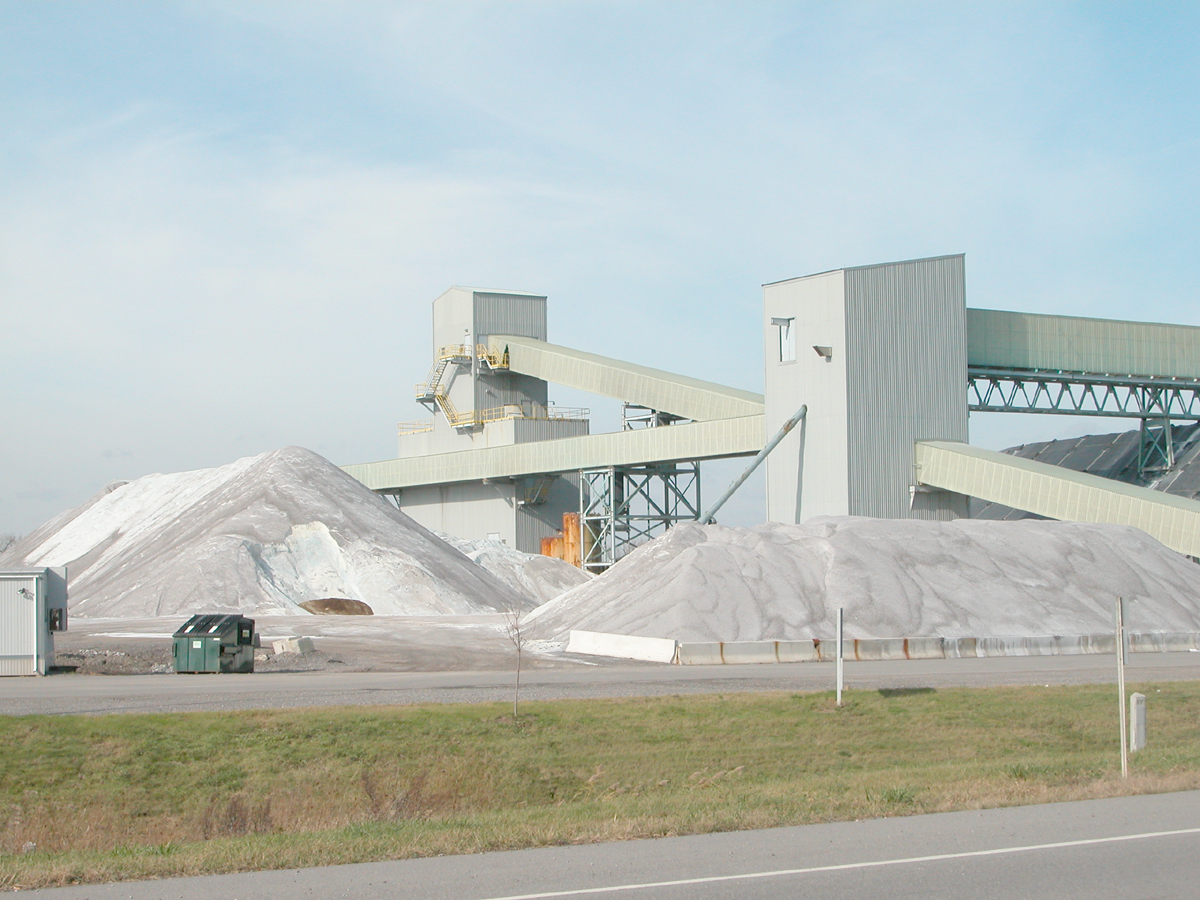
Solnictwo (kopalnia soli)

Solnictwo (halurgia) – dział górnictwa związany z występowaniem, eksploatacją i przeróbką soli, głównie kamiennej.